# 行距
在字體排印學，行距（英語：Leading）通常指连续的两行文字的基線間的距離。有时这个术语也会指两行文字之间的空白部分（行间）的宽度。这个术语起源于铅字排版中用铅条来隔开两行文字的做法，至今仍然在QuarkXPress、Adobe InDesign、Microsoft Word等現代化的版面設計軟件中使用。如果设定一个合理的行距值，文本的版面排布会更加平衡、合理，易读性更强，读者不易疲劳，阅读体验也会更好。因此不同类型的出版物中，行距也不相同。
在为个人用户开发的文字排版軟件中，這個概念通常写作“line spacing”或“interline spacing”。

## 历史
行距（英語：Leading）來源於鉛（Lead）。在铅字排版的过程中，或厚或薄的鉛塊被插入到行與行之間來增加垂直距離，填滿頁面上的可用空間，行距指的就是铅条的宽度。
在打字机普及之后，由于打字机的纸卷滚动的距离只能是单行行距的整数倍，因此西方世界的作家传统上采用一倍行距或两倍行距。

## 计量方式
一般用两行字符的基线之间的距离与字符字形尺寸的比值来表述行距，例如单倍行距是指当字体大小为10pt时，行距为12pt，字体/行距比为10/12，也可以说行距为1.2倍或120%。
Microsoft Word采用了一种以基准行距的倍数来度量行距的行距标识。在这套标识体系下，“单倍行距”代表1.17倍，“1.5倍行距”代表1.75倍，“双倍行距”代表2.33倍。对于不同版本的Word，单倍行距也有差异，在Word 97和Word 2010之间的Word版本中，单倍行距的默认值是1.15em，而此后的Word版本中，单倍行距的默认值被改为1.08em。

## 视觉效果

此图比较了不同的行距（L），这些行距用字体高度（h）的倍数来表示。

沒有行距（設置爲“solid”，密排）的文本看起來很擁擠，西文字符的升部幾乎接觸到前一行的降部。行間的空白部分过窄使得视线容易从一行文字不自觉地跳转到另一行文字（串行），同时导致更明显的川流现象。密排文本的紧张感或紧凑感非常强，易读性会降低，而且容易引发读者的疲劳。
文本的行距越宽，读者对文本的宽松感越强。《Butterick’s Practical Typography》和WebFX的设计师提倡使用1.2倍到1.45倍的行距。
两倍行距会导致页面的空白部分过多，阅读文本时视线需要越过一大段空白区域才能找到下一行文本，打断了连贯的视线移动过程。

### 例子
下面這段文字的行距為默认值（行间无空隙，100%）
本文为測試文字。这段文字用于说明格式，请勿删除。這段文字用於說明格式，請勿刪除。海納百川，有容乃大。維基百科，自由的百科全書。本文为測試文字。这段文字用于说明格式，请勿删除。這段文字用於說明格式，請勿刪除。海納百川，有容乃大。維基百科，自由的百科全書。本文为測試文字。这段文字用于说明格式，请勿删除。這段文字用於說明格式，請勿刪除。海納百川，有容乃大。維基百科，自由的百科全書。
下面這段文字的行距設置爲1.5倍（150%），更易閱讀
本文为測試文字。这段文字用于说明格式，请勿删除。這段文字用於說明格式，請勿刪除。海納百川，有容乃大。維基百科，自由的百科全書。本文为測試文字。这段文字用于说明格式，请勿删除。這段文字用於說明格式，請勿刪除。海納百川，有容乃大。維基百科，自由的百科全書。本文为測試文字。这段文字用于说明格式，请勿删除。這段文字用於說明格式，請勿刪除。海納百川，有容乃大。維基百科，自由的百科全書。
下面這段文字的行距設置爲2倍（200%），仍然易于閱讀，但是頁面空間的利用率较低
本文为測試文字。这段文字用于说明格式，请勿删除。這段文字用於說明格式，請勿刪除。海納百川，有容乃大。維基百科，自由的百科全書。本文为測試文字。这段文字用于说明格式，请勿删除。這段文字用於說明格式，請勿刪除。海納百川，有容乃大。維基百科，自由的百科全書。本文为測試文字。这段文字用于说明格式，请勿删除。這段文字用於說明格式，請勿刪除。海納百川，有容乃大。維基百科，自由的百科全書。

## 影响因素
儘管行距通常恒定不變，但偶爾亦需要調整。在西文排版中，沒有降部的行與沒有升部的行之間的距離一般小於普通行距；如果增大西文单词的词间距，就需要减小行距。不同的字体也会影响行距：字型越大，字型的笔画越粗，需要的行距就越多；衬线字体文本的行距要比无衬线字体文本的行距大。
行距会影响篇幅和添加脚注的难易程度。打字或印刷完成后如果需要在行间的空白处添加脚注或改正笔误，那么较宽的行距更利于添加内容。行距越宽，一页纸能容纳的内容就越少，同样的内容就会占据更大的篇幅。
在不同的出版物中，文本的行距也有差别。普通图书的行距通常为150%；以字典为代表的工具书、报刊和其他的实用性较强的书的行距小于普通图书，通常在133.3%以下；而教科书、少儿读物、经典著作、公文的行距大于普通图书，通常在166.6%和187.5%之间。信封上的收件地址一栏和打字机默认的行距设置是二倍行距。

1号和2号是正常的字体，3号和4号的字形被调整过，周围留白区域增大或缩小

在微软雅黑等字体中，汉语字形周围有一圈留白区域（英語：Bastard），而一些排版软件，行距是字形的边界之间的距离。因此，在相同的行距设置下，一些字体的视觉距离比另一些字体要大。